# Phreatoasellus akyioshiensis
Phreatoasellus akyioshiensis és una espècie de crustaci isòpode pertanyent a la família dels asèl·lids que es troba al Japó.